# آرنولد (مریلند)
آرنولد (به انگلیسی: Arnold) شهری در ایالت مریلند کشور ایالات متحده آمریکا است که جمعیت آن در سرشماری سال ۲۰۱۰ میلادی، ۲۳٬۱۰۶ نفر برآورد شده ‌است.